# 東倫敦德里 (英國國會選區)

東倫敦德里在北愛爾蘭的位置

東倫敦德里（英語：East Londonderry），英國國會一郡選區，包括北愛爾蘭科爾雷恩區和利馬瓦迪區全部，以及德里區一部。創設於1983年。
該區早期支持北愛爾蘭統一黨。2001年大選中北愛民主統一黨的格雷哥里·坎貝爾擊敗統一黨的威廉·羅斯，並在2010年大選中以34.6%選票勝出該區成功二度連任。